# Оогоний (женский гаметангий)

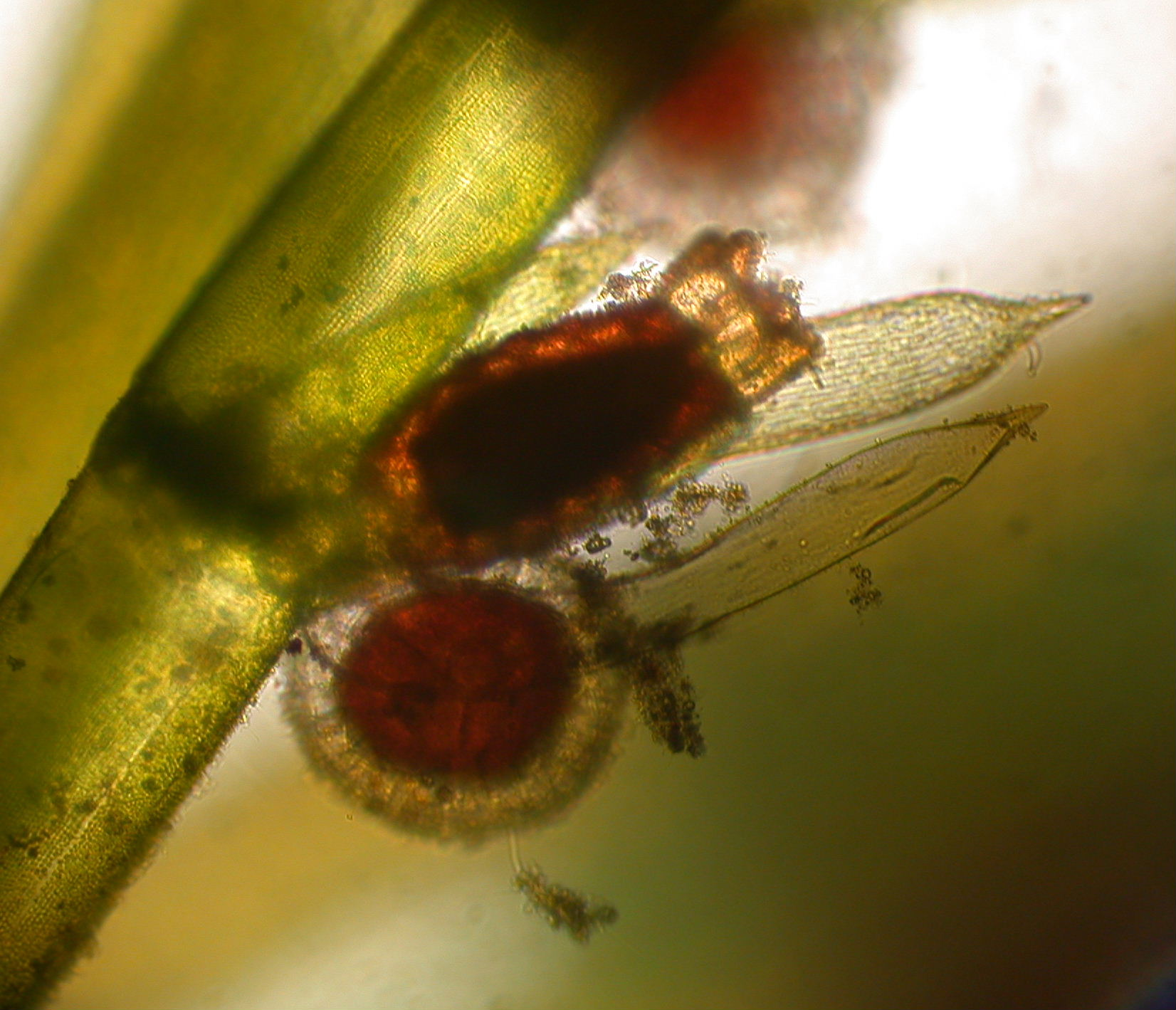
Генеративные органы харовых водорослей: сверху — оогоний, снизу — антеридий

Оогоний (овогоний) — женский гаметангий водорослей и некоторых грибов.
Обычно оогонии водорослей одноклеточные (этим они отличаются от архегониев высших растений), но у харовых водорослей оогониями называют и многоклеточные женские гаметангии.
Иногда термин «оогоний» предлагается использовать только в отношении тех водорослей, которым свойственна оогамия. Обычно у таких водорослей в оогонии развивается одна яйцеклетка.